# Мила Станић
Мила Станић (Београд, 30. јануар 1941) јесте филмска и телевизијска је глумица и новинарка. Била је активна у Италији 1960-их и 1970-их.

## Биографија
Позната је по томе што је глумила у Le Fanfaron (Il sorpasso) Дина Рисија 1962. и у италијанској телевизијској мини серији Il conte di Montecristo (mini-série) Едма Феноглија, емитован 1966. године, где је глумила младу оријенталну Хејди.
Након глумачке каријере, отишла је у новинарство. Водила је радио програм 12 година: Fotografare insieme di Mila Stanić на ГР2, истовремено је писала за недељник Gioia (périodique) . Затим је прешла на извештавање за програм Bella Italia, емитован на Rai. Радила је за телевизију ТГ2 за коју је интервјуисала личности из област културе и емисије.
Настанила се у Копру (Словенија), где учествује у библиотеци Инфо-Либро, на промоцији културних догађаја италијанске заједнице.

## Филмографија

### Филм
- Prvi građanin male varosi, режија Mladomir 'Purisa' Djordjevic (1961)
- Il sorpasso, режија Dino Risi (1962)
- Una spada per l'impero, режија Sergio Grieco (1964)
- Senza sole né luna, режија Luciano Ricci (1964)
- Le soldatesse, режија Valerio Zurlini (1965)
- 30 Winchester per El Diablo, режија Gianfranco Baldanello (1965)
- Password: Uccidete agente Gordon, режија Sergio Grieco (1966)
- 7 donne per una strage (Las 7 magnificas), режија Rudolf Zehetgruber (1966)
- Degueyo, режија Giuseppe Vari (1966)
- Trappola per sette spie, режија Mario Amendola (1972)
- Una colt in mano al diavolo, режија Gianfranco Baldanello (1973)
- Caro papà, режија Dino Risi (1979)
- Malizia erotica (El periscopio), режија José Ramón Larraz (1979)
- Un povero ricco, режија Pasquale Festa Campanile (1983)
- Il petomane, режија Pasquale Festa Campanile (1983)
- Uno scandalo perbene, режија Pasquale Festa Campanile (1984)

### ТВ
- Le inchieste del commissario Maigret - serie TV, episodio 1x04 (1965)
- Il conte di Montecristo - miniserie TV, 4 episodi (1966)
- Na dan pozara, режија Arsenije Jovanovic - film TV (1969)
- La mossa del cavallo - miniserie TV, episodio 1x01 (1977)